# Любомир Калев
Любомир Калев е български машинен инженер, университетски преподавател и автор на учебници в областта на металознанието и технологията на металите.

## Биография
Любомир Цонев Калев е роден в София на 26 август 1921 г. в семейството на Цоньо и Василка Калеви.
През 1945 г. завършва машинно инженерство във Висшето техническо училище в Мюнхен, Германия. През същата година (1945) постъпва като хоноруван асистент (първият) в катедра „Механична технология и фабрична организация“ на Държавната политехника в София, оглавявана от проф. Ангел Балевски, а на 29 май 1946 г. става редовен асистент в същата катедра.
През 1948 г. той защитава докторат във Висшето техническо училище във Виена на тема „Влияние на оловото в оловните бронзи върху техните плъзгащи и триещи свойства“. През 1954 г. се хабилитира като доцент по Технология на металите, а през 1965 г. е вече професор по Технология на металите във Висшия машинно-електротехнически институт.
Проф. д-р инж. Любомир Калев, член-кореспондент (1977 г.) на Българската академия на науките, е основоположник на научните направления „Технология на машиностроителните материали“ и „Заваряване на металите“ във Висшия машинно-електротехнически институт, както и на научната школа по Заваряемост на металите в България.
Гост-професор в университети и висши технически училища в Чехословакия, Магдебург и Варнемюнде (ГДР), Аахен (ФРГ), Кълъмбъс – щат Охайо (САЩ).
Пенсионира се през 1988 г.
Проф. Любомир Калев е заемал следните административни позиции:
- Зам.-ръководител на катедра „Металознание и технология на металите“ (1961 – 1988)
- Зам.-декан на Машиннотехнологичния факултет (1963 – 1966), декан (1966 – 1970)
- Зам.-ректор на Висшия машинно-електротехнически институт (1970 – 1972)
- Ръководител на научната секция „Заваряване на металите“ в Института по металознание и технология на металите при БАН (1970 – 1988) и зам.-директор на отделението „Технически науки“ при БАН (1980 – 1982)
- Член на Управителния съвет на Международния институт по заваряване (1966 – 1988) и два пъти негов зам-председател (1969 – 1972, 1985 – 1987)
- Председател на Българския съюз по заваряване (1991)
- Председател на научната секция по заваряване при НТС по машиностроене (1965 – 1992)

Умира в София на 26 март 1996 г.

## Признание и отличия
Проф. Любомир Калев е лауреат на „Димитровска награда“ (1980) и носител на званието „Заслужил деятел на техниката“ (1987). Носител на орден „Кирил и Методий“ – I степен (1981) и много други отличия за дейността си.

## Памет
Лекционна зала 3129 в бл. 3 на сградата на Техническия университет в кв. „Дървеница“ носи неговото име.
От май 2019 г. лабораторията по „Металознание и технология на материалите“ във Висшето транспортно училище „Тодор Каблешков“ в София носи името на проф. Любомир Калев.
На 26 август 2021г. се навършват 100 години от рождението на проф. Любомир Калев. Годишнината е отбелязана с публикация във вестник „24 часа“ и на страницата на Българския съюз по заваряване